# Bizmutynit
Bizmutynit – minerał z gromady siarczków. Jest minerałem średniotemperaturowych hydrotermalnych żył kruszcowych. Nazwa pochodzi od składu chemicznego minerału.

## Charakterystyka

### Właściwości
Tworzy kryształy o pokroju słupkowym lub igiełkowym wykazujące delikatne, podłużne zbrużdżenia. Występuje w skupieniach zbitych, ziarnistych, łuskowych. Jest miękki, krajalny, strugalny, nieco giętki, ale nie sprężystym. 
Często zawiera domieszki: selenu, antymonu, złota, ołowiu, żelaza, miedzi.

### Występowanie
Występuje w średniotemperaturowych, hydrotermalnych żyłach kruszcowych,. Niekiedy w pegmatytach i utworach kontaktowo – metasomatycznych. Zazwyczaj jest znajdowany w towarzystwie chalkopirytu, pirotynu, markasytu, arsenopirytu, wolframitu, kwarcu, kasyterytu, bizmutu rodzimego, galeny, syderytu, berylu, topazu.
Miejsca występowania:
- Na świecie: Boliwia – Tazna, Chorolque, Peru – Cerro de Pasco, USA – Connecticut, Rosja – Zabajkale, Włochy – okolice Turynu, Elba, Wielka Brytania, Czechy, Rumunia.

- W Polsce: stwierdzony został tylko na Dolnym Śląsku.

### Zastosowanie
Zawiera 81,3% Bi – najlepsze źródło otrzymywania bizmutu. Jest interesujący dla kolekcjonerów. Piękne kryształy pochodzą z USA i Meksyku.